# The Best of Everything (Lied)
The Best of Everything ist ein Song von Alfred Newman (Musik) und Sammy Cahn (Text), der 1959 veröffentlicht wurde.
Newman und Cahn schrieben The Best of Everything für den Film Alle meine Träume (Originaltitel:  The Best of Everything, 1959, Regie: Jean Negulesco, mit Stephen Boyd, Hope Lange und Suzy Parker in den Hauptrollen). The Best of Everything wird in dem Film von Johnny Mathis vorgestellt, der in dem Film einen Barsänger spielt. Das Lied erhielt 1960 einen Oscar in der Kategorie Bester Song. Die ersten Zeilen des Lieds lauten:
We’ve proven romance is still
The best of everything
That sudden thrill
The best of everything.
Die Johnny Mathis-Aufnahme von The Best of Everything (mit dem Orchester Glenn Osser) erschien auf Columbia (4-41491), gekoppelt mit dem Song Cherie. Im Bereich des Jazz nahmen in dieser Zeit auch Dinah Washington/Quincy Jones Orchestra, Frank Sinatra, Ines Reiger und später Roger Pontare den Song auf. Tom Lord listet sieben Versionen des Songs.